# Fabio Gamberini
Fabio Gamberini (ur. 22 września 1992 roku) – brazylijski kierowca wyścigowy.

## Kariera
Fabio karierę rozpoczął w 2001 roku od startów w kartingu. W 2009 roku zadebiutował w serii wyścigów samochodowych – Brytyjskiej Formule Ford. Brazylijczyk zmagania zakończył na 15. miejscu, natomiast w klasyfikacji klasy Scholarship uplasował się na 3. pozycji. W sezonie 2010 brał udział w Brytyjskiej Formule Renault. I tu rywalizację ukończył na 15. lokacie. 
W roku 2011 awansował do otwartych mistrzostw Europy Formuły 3. Gamberini trzykrotnie znalazł się na podium, odnosząc przy tym jedno zwycięstwo, na belgijskim torze Spa-Francorchamps. Dzięki zdobytym punktom uplasował się na 3. miejscu w ogólnej punktacji. Brazylijczyk był zarazem najlepszym kierowcą rywalizującym w Pucharze Copa, będąc aż dziesięciokrotnie na najwyższym stopniu. W tym samym sezonie wziął udział także w jednej rundzie Formuły 2, na niemieckim Nürburgringu. Oba wyścigi zakończył jednak poza strefą punktowaną. 

## Statystyki
| Sezon | Seria                                      | Zespół                       | Wyścigi | Zwycięstwa | PP | NO | Podium | Punkty | Pozycja |
| ----- | ------------------------------------------ | ---------------------------- | ------- | ---------- | -- | -- | ------ | ------ | ------- |
| 2009  | Brytyjska Formuła Ford                     | Fluid Motorsport Development | 25      | 0          | 0  | 0  | 0      | 132    | 15      |
| 2009  | Brytyjska Formuła Ford (Klasa Scholarship) | Fluid Motorsport Development | 25      | 2          | 4  | 2  | 16     | 510    | 3       |
| 2009  | Festiwal Formuły Ford (Przed-finał)        | Fluid Motorsport Development | 2       | 0          | 0  | 0  | 0      | N/A    | N/A     |
| 2009  | Festiwal Formuły Ford (Finał)              | Fluid Motorsport Development | 1       | 0          | 0  | 0  | 0      | N/A    | NS      |
| 2010  | Brytyjska Formuła Renault                  | Mark Burdett Motorsport      | 18      | 0          | 0  | 0  | 0      | 126    | 15      |
| 2011  | European F3 Open                           | Team West-Tec                | 16      | 1          | 0  | 0  | 3      | 79     | 3       |
| 2011  | European F3 Open (Copa Class)              | Team West-Tec                | 16      | 10         | 6  | 12 | 13     | 130    | 1       |
| 2011  | Formuła 2 Sezon 2011                       | MotorSport Vision            | 2       | 0          | 0  | 0  | 0      | 0      | 24      |
| 2012  | Seria GP3                                  | Atech CRS Grand Prix         | 2       | 0          | 0  | 0  | 0      | 1      | 17      |

## Wyniki w GP3
| Legenda oznaczeń w tabelach wyników Wyświetl szablon na nowej stronie | Legenda oznaczeń w tabelach wyników Wyświetl szablon na nowej stronie                                                                     |
| Oznaczenie                                                            | Wyjaśnienie |
| --------------------------------------------------------------------- | --- |
| Złoty                                                                 | Zwycięzca lub mistrzostwo |
| Srebrny                                                               | 2. miejsce lub wicemistrzostwo |
| Brązowy                                                               | 3. miejsce lub II wicemistrzostwo |
| Zielony                                                               | Ukończył, punktował (w klasyfikacji generalnej, gdy zdobył co najmniej jeden punkt na przestrzeni sezonu, poza trzema powyższymi opcjami) |
| Niebieski                                                             | Ukończył, nie punktował (w klasyfikacji generalnej, gdy nie zdobył co najmniej jednego punktu na przestrzeni sezonu)                      |
| Czerwony                                                              | Nie zakwalifikował się (NZ) |
| Czerwony                                                              | Nie prekwalifikował się (NPK) |
| Różowy                                                                | Nie ukończył (NU) |
| Różowy                                                                | Niesklasyfikowany (NS) (w klasyfikacji generalnej, gdy nie został sklasyfikowany w żadnym wyścigu sezonu)                                 |
| Czarny                                                                | Zdyskwalifikowany (DK) |
| Czarny                                                                | Wykluczony (WYK/EX) |
| Biały                                                                 | Nie wystartował (NW) |
| Biały                                                                 | Kontuzjowany (K/INJ) |
| Biały                                                                 | Wyścig odwołany (OD/C) |
| Bez koloru                                                            | Został wycofany (WYC/WD) |
| Bez koloru                                                            | Nie przybył (NP/DNA) |
| Bez koloru                                                            | Nie brał udziału w treningach (NT/DNP) |
| Bez koloru                                                            | Nie został zgłoszony (–) |
| Pogrubienie                                                           | Start z pole position |
| Kursywa                                                               | Najszybsze okrążenie wyścigu |
| †                                                                     | Nie ukończył, ale jego rezultat został zaliczony ze względu na przejechanie więcej niż 90% dystansu wyścigu.                              |
| *                                                                     | Sezon w trakcie |
| 1/2/3                                                                 | Punktowana pozycja w sprincie kwalifikacyjnym                                                                                             |
| Lista systemów punktacji Formuły 1                                    | |

| Rok  | Zespół               | Wyniki w poszczególnych eliminacjach | Wyniki w poszczególnych eliminacjach | Wyniki w poszczególnych eliminacjach | Wyniki w poszczególnych eliminacjach | Wyniki w poszczególnych eliminacjach | Wyniki w poszczególnych eliminacjach | Wyniki w poszczególnych eliminacjach | Wyniki w poszczególnych eliminacjach | Wyniki w poszczególnych eliminacjach | Wyniki w poszczególnych eliminacjach | Wyniki w poszczególnych eliminacjach | Wyniki w poszczególnych eliminacjach | Wyniki w poszczególnych eliminacjach | Wyniki w poszczególnych eliminacjach | Wyniki w poszczególnych eliminacjach | Wyniki w poszczególnych eliminacjach | Punkty | Pozycja |
| ---- | -------------------- | ------------------------------------ | ------------------------------------ | ------------------------------------ | ------------------------------------ | ------------------------------------ | ------------------------------------ | ------------------------------------ | ------------------------------------ | ------------------------------------ | ------------------------------------ | ------------------------------------ | ------------------------------------ | ------------------------------------ | ------------------------------------ | ------------------------------------ | ------------------------------------ | ------ | ------- |
| 2012 | Atech CRS Grand Prix | ESP                                  | ESP                                  | MON                                  | MON                                  | VAL                                  | VAL                                  | GBR                                  | GBR                                  | DEU                                  | DEU                                  | HUN                                  | HUN                                  | BEL                                  | BEL                                  | ITA                                  | ITA                                  | 1      | 20      |
| 2012 | Atech CRS Grand Prix | -                                    | -                                    | -                                    | -                                    | -                                    | -                                    | 23                                   | 8                                    | -                                    | -                                    | -                                    | -                                    | -                                    | -                                    | -                                    | -                                    | 1      | 20      |